# Kenji Kimihara
Kenji Kimihara (jap. 君原健二 Kimihara Kenji; ur. 20 marca 1941 w Kitakiusiu) – japoński lekkoatleta maratończyk, medalista olimpijski z Meksyku.
W 1963 zwyciężył w biegach maratońskich wokół jeziora Biwa i w Tokio. W rok później zdobył mistrzostwo Japonii w maratonie. Zajął w tej konkurencji 8. miejsce na igrzyskach olimpijskich w 1964 w Tokio. W 1966 zwyciężył w 70. Maratonie Bostońskim. W tym samym roku wygrał bieg maratoński na igrzyskach azjatyckich w Bangkoku.
Na igrzyskach olimpijskich w 1968 w Meksyku zdobył srebrny medal za Mamo Wolde z Etiopii. Ponownie zwyciężył w maratonie na igrzyskach azjatyckich w 1970 w Bangkoku. Na swych trzecich igrzyskach olimpijskich w 1972 w Monachium zajął 5. miejsce. W ten sposób na 3 kolejnych igrzyskach mieścił się w pierwszej ósemce najlepszych maratończyków.
Kimihara swój najlepszy wynik w biegu maratońskim – 2:13:26 – uzyskał 6 kwietnia 1969 w Atenach.